# Розебург (Шлезвіг-Гольштейн)
Розебург (нім. Roseburg) — громада в Німеччині, розташована в землі Шлезвіг-Гольштейн. Входить до складу району Герцогство Лауенбург. Складова частина об'єднання громад Бюхен.
Площа — 16,23 км2. Населення становить 534 ос. (станом на 31 грудня 2020).